# Fullánkosdarázs-alkatúak
A fullánkosdarázs-alkatúak vagy szúródarazsak (Apocrita) az ízeltlábúak törzsében a rovarok osztályába sorolt hártyásszárnyúak (Hymenoptera) rendjének egyik alrendje mintegy 20 recens és két kihalt öregcsaláddal.

## Megjelenésük, felépítésük
Közös jellemzőjük, hogy potrohuk első szelvénye szorosan összenőtt a torral, ezért tulajdonképpeni potrohuk az eredetileg második potrohszelvénnyel kezdődik. Ez a második, a tort és a potrohot elválasztó szelvény sajátos, jól elkülönült testrésszé alakult; gyakran bütyökre emlékeztet.

## Rendszertani felosztásuk
Az alrendbe az alábbi alrendágak, öregcsaládok és családok tartoznak

### Fullánkosok
Fullánkosok (Aculeata) alrendág 4 öregcsaláddal
- Méhalkatúak (Apoidea) - 13 család

- - Ampulicidae
  - bányászméhek (Andrenidae)
  - †Angarosphecidae
  - méhfélék (Apidae)
  - ősméhek (Colletidae)
  - szitásdarazsak (Crabronidae)
  - karcsúméhek (Halictidae)
  - Heterogynaidae
  - művészméhek (Megachilidae)
  - földiméhek (Melittidae)
  - †Paleomelittidae
  - kaparódarazsak (Sphecidae)

Korábban önálló családnak tekintették a Stenotritidae taxont — a 2020-as évek elején ez Stenotritinae néven az  ősméhek (Colletidae) egyik alcsaládja.
- Fémdarázsalkatúak (Chrysidoidea vagy Bethyloidea) - 7 családdal
  - bogárölő darazsak (Bethylidae)
  - fémdarazsak (Chrysididae)
  - ollósdarázsfélék (Dryinidae)
  - kúpfejűdarázs-félék (Embolemidae)
  - Plumariidae
  - Sclerogibbidae
  - Scolebythidae
  - †Falsiformicidae
  - †Plumalexiidae

- Hangyaszerűek (Formicoidea) - 1 családdal[2]
  - hangyák (Formicidae)

- Redősszárnyúdarázs-alkatúak (Vespoidea) - 2 családdal
  - Rhopalosomatidae
  - redősszárnyú darazsak (Vespidae)

- Tőrösdarázs-alkatúak (Scolioidae) - 2 családdal
  - Bradynobaenidae
  - tőrösdarazsak (Scoliidae)

- Útonállódarázs-alkatúak (Pompiloidae) - 4 családdal
  - pókhangyafélék (Mutillidae)
  - Myrmosidae
  - útonállódarazsak (Pompilidae)
  - áldarazsak (Sapygidae)

- Bogárrontódarázs-alkatúak (Tiphioidae) - 2 családdal
  - Sierolomorphidae
  - bogárrontó darazsak (Tiphiidae)

- Bethylonymoidea - 1  kihalt család
  - †Bethylonymidae

### Terebrantes
A Terebrantes alrendágba 12 öregcsalád tartozik
- Ceraphronoidea - 4 család
  - Ceraphronidae
  - Maimetshidae
  - Megaspilidae
  - Stigmaphronidae

- Fémfürkész-alkatúak (Chalcidoidea) - 19 család
  - füge fémfürkészek (Agaonidae)
  - tetűrontó fémfürkészek (Aphelinidae)
  - vastagcombú fémfürkészek (Chalcididae)
  - szivárványos fémfürkészek (Encyrtidae)
  - Eucharitidae
  - Eulophidae
  - horpadt fémfürkészek (Eupelmidae)
  - hengeres fémfürkészek (Eurytomidae)
  - görbefarkú fémfürkészek (Leucospidae)
  - parányfürkészek (Mymaridae)
  - Ormyridae
  - zömök fémfürkészek (Perilampidae)
  - sugaras fémfürkészek (Pteromalidae)
  - Rotoitidae
  - Signiphoridae
  - Tanaostigmatidae
  - Tetracampidae
  - hosszúfarkú fémfürkészek (Torymidae)
  - petefémfürkészek (Trichogrammatidae)

- Gubacsdarázs-alkatúak (Cynipoidea) - 7 család
  - Archaeocynipidae - kihalt
  - Austrocynipidae
  - gubacsdarazsak (Cynipidae)
  - Figitidae
  - Ibaliidae
  - Liopteridae
  - Rasnicynipidae - kihalt

- Lapospotrohúfürkész-alkatúak (Evanioidea) - 4 család
  - Aulacidae
  - lapospotrohú fürkészek (Evaniidae)
  - dárdahordozó fürkészek (Gasteruptiidae)
  - Praeaulacidae

- Fürkészdarázs-alkatúak (Ichneumonoidea) - 4 család
  - gyilkosfürkészek (Braconidae)
  - Eoichneumonidae - kihalt
  - fürkészdarazsak (Ichneumonidae)
  - Praeichneumonidae - kihalt

- Megalyroidea - 1 család
  - Megalyridae

- Mymarommatoidea - 1 család
  - Mymarommatidae

- Platygastroidea - 2 család
  - gubacslegyész törpefürkészek (Platygastridae)
  - élespotrohú törpefürkészek (Scelionidae)

- Törpefürkész-alkatúak (Proctotrupoidea) - 13 család
  - Austroniidae
  - szénfényű törpefürkészek (Diapriidae)
  - Heloridae
  - Jurapriidae
  - Maamingidae
  - Mesoserphidae
  - Monomachidae
  - Pelecinidae
  - Peradeniidae
  - Proctorenyxidae
  - valódi törpefürkészek (Proctotrupidae)
  - Roproniidae
  - Vanhorniidae

- Serphitoidea - 1 család
  - Serphitidae

- Hosszúnyakúfürkész-alkatúak (Stephanoidea) - 1 család
  - hosszúnyakú fürkészek (Stephanidae)

- Háromtomporúfürkész-alkatúak (Trigonaloidea) - 1 család
  - háromtomporú fürkészek (Trigonalidae)